# Agnegölen (Lemnhults socken, Småland)
Agnegölen är en sjö i Vetlanda kommun i Småland och ingår i Emåns huvudavrinningsområde.